# Gonostomàtids
Els gonostomàtids (Gonostomatidae, gr. gonos (origen) + stoma (boca)) constitueixen una família de peixos teleostis pertanyent a l'ordre dels estomiformes que viuen als oceans Atlàntic, Índic, Pacífic, Àrtic i Antàrtic.

## Morfologia
Mesuren entre 2 i 30 cm de llargària total, segons l'espècie en qüestió. Cos allargat i mai molt comprimit. A causa de la fondària en què viuen (on penetra molt poca llum), solen ésser de color negre per tal d'amagar-se dels seus depredadors. Boca grossa amb la mandíbula superior allargada (s'estén molt per darrere dels ulls). Poden presentar o no aletes adiposes. Tenen 16-68 radis a l'aleta anal. L'aleta dorsal és al punt mitjà del cos o darrere, però rarament al davant. Bufeta natatòria de gran capacitat o en regressió segons l'espècie. Poden tindre o no escates. Presenten fotòfors alineats al llarg de la part inferior del cap o del cos, els quals produeixen llum verda o vermella.

## Ecologia
Són peixos d'aigües fondes, ja que els joves i els adults es troben entre 200 i 3.000 m de fondària durant el dia (tot i que les larves fan vida a prop de la superfície i només s'enfonsen lentament o ràpida després de realitzar la metamorfosi).
Mengen zooplàncton.

## Gèneres i espècies
- Gènere Bonapartia (Goode & Bean, 1896)[8]
  - Bonapartia pedaliota (Goode & Bean, 1896)
- Gènere Cyclothone (Goode & Bean, 1883)[9]
- Gènere Diplophos (Günther, 1873)
- Gènere Gonostoma (Rafinesque, 1810)[10]
- Gènere Manducus (Goode & Bean, 1896)
  - Manducus greyae (Johnson, 1970)
  - Manducus maderensis (Johnson, 1890)
- Gènere Margrethia (Jespersen & Tåning, 1919)[11]
  - Margrethia obtusirostra (Jespersen & Tåning, 1919)
  - Margrethia valentinae (Parin, 1982)
- Gènere Sigmops (Gill, 1883)[12]
  - Sigmops bathyphilus (Vaillant, 1884)
  - Sigmops ebelingi (Grey, 1960)
  - Sigmops gracilis (Günther, 1878)
- Gènere Triplophos (Brauer, 1902)
  - Triplophos hemingi (McArdle, 1901)[13][14][15][16][17]

## Enllaços externs

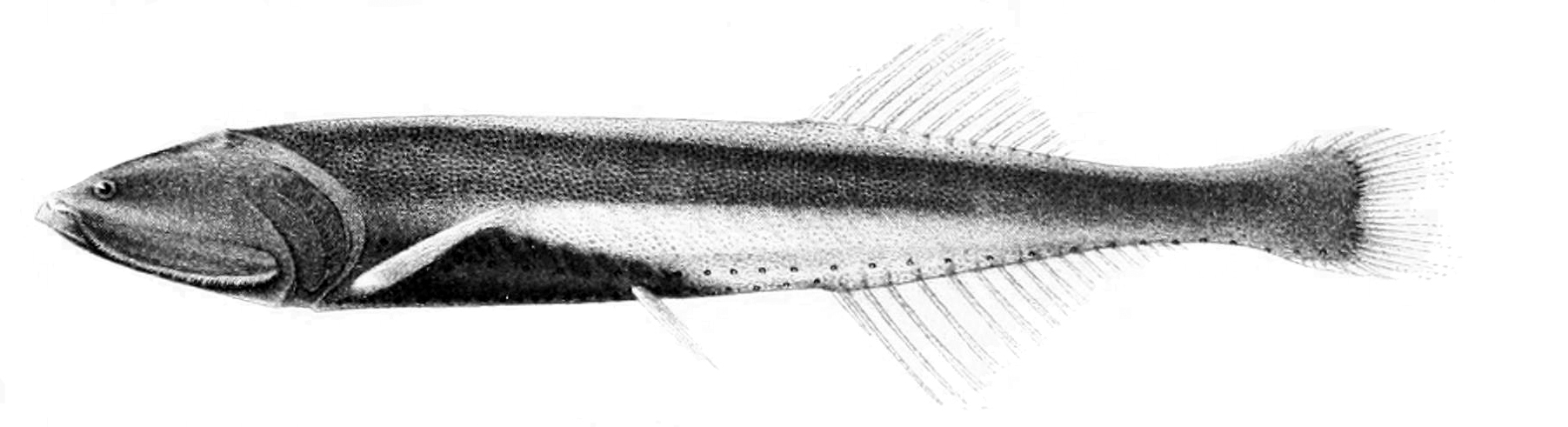
Cyclothone pallida
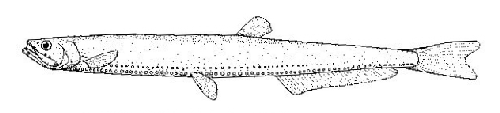
Diplophos rebainsi
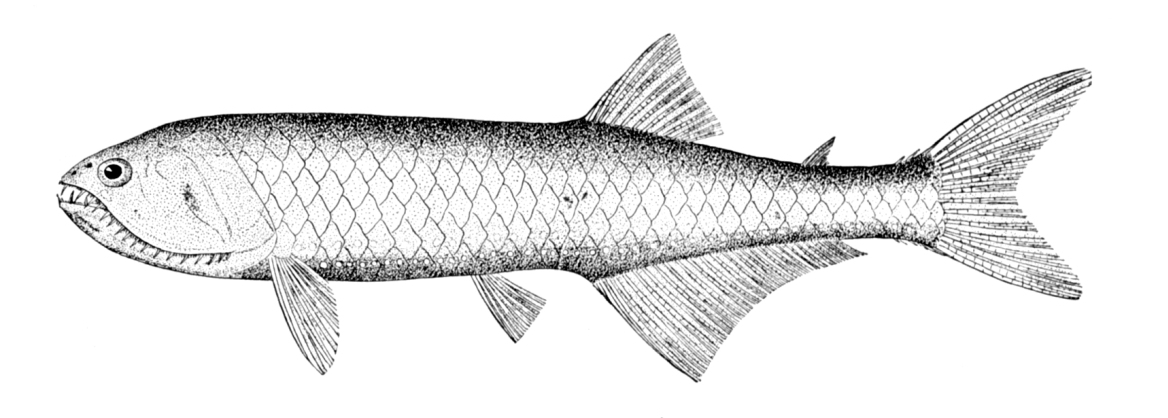
Gonostoma denudatum
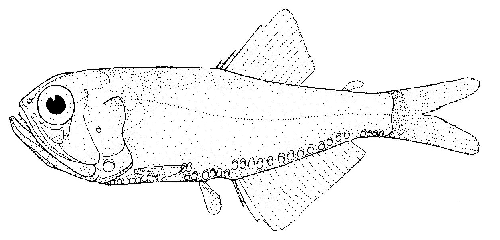
Margrethia obtusirostra
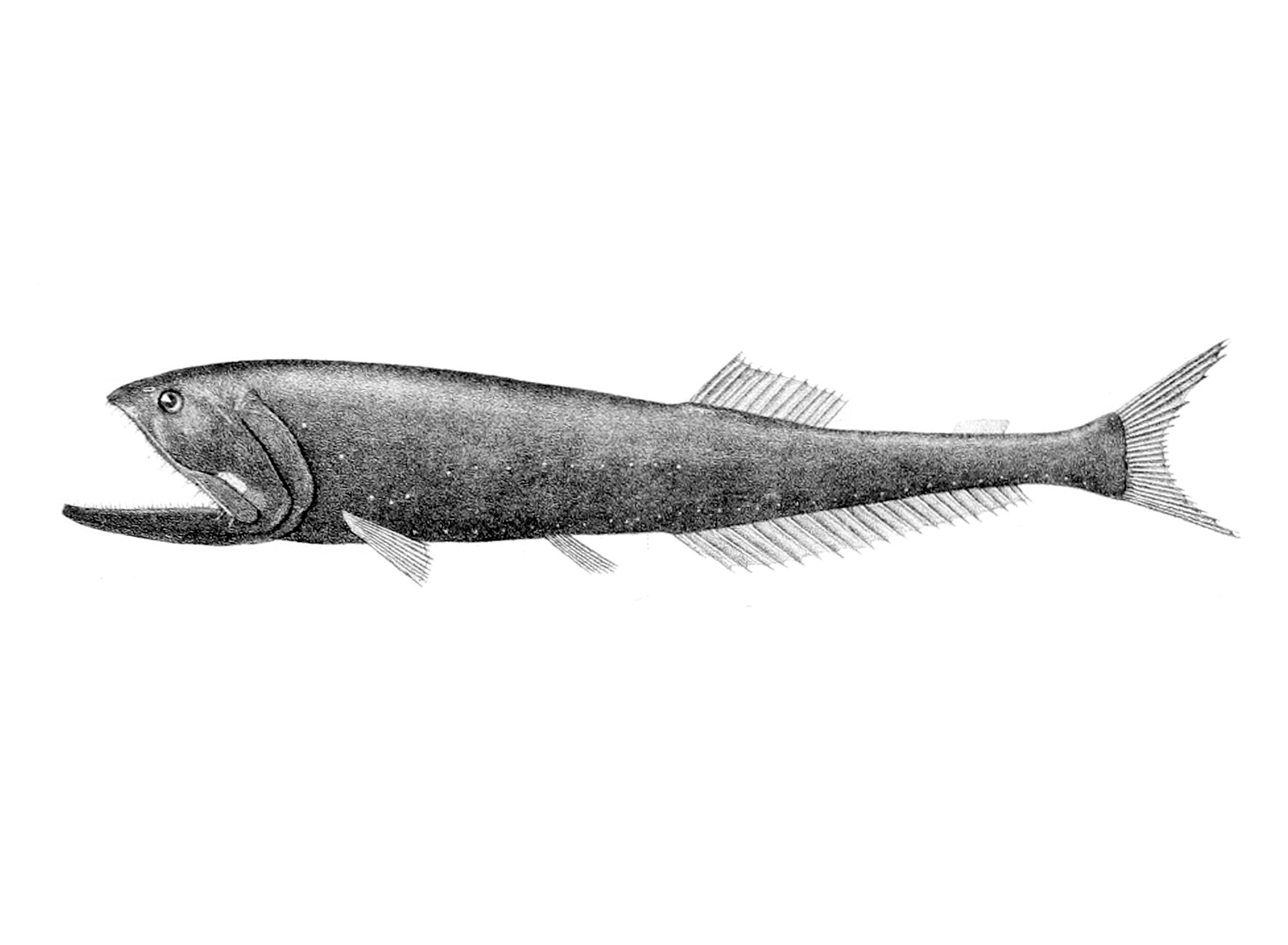
Sigmops bathyphilus
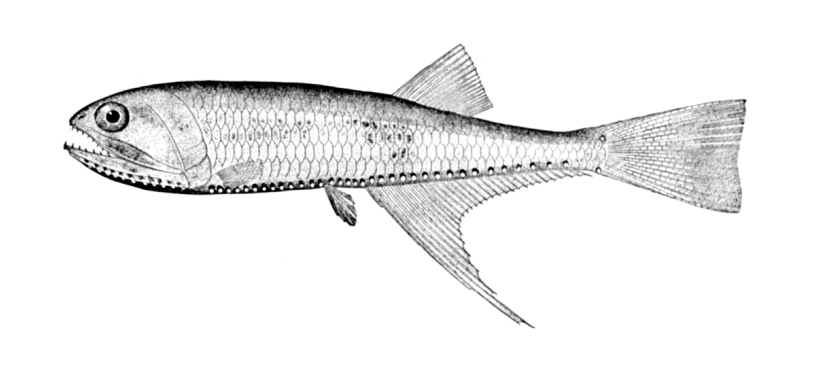
Bonapartia pedaliota
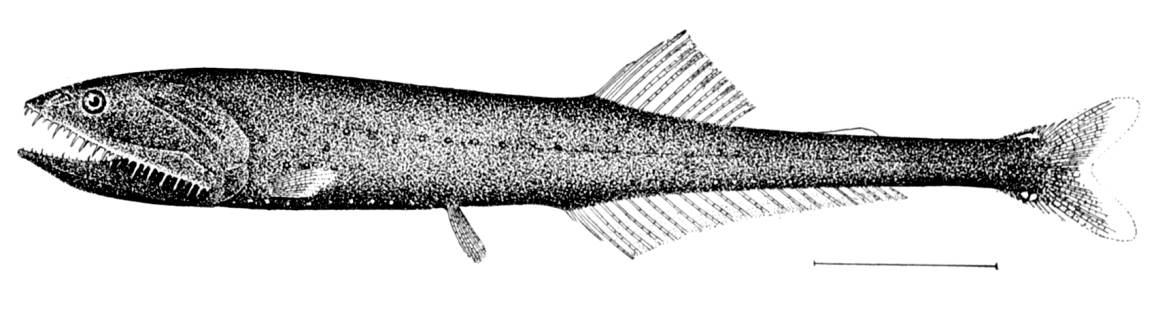
Gonostoma bathyphilum
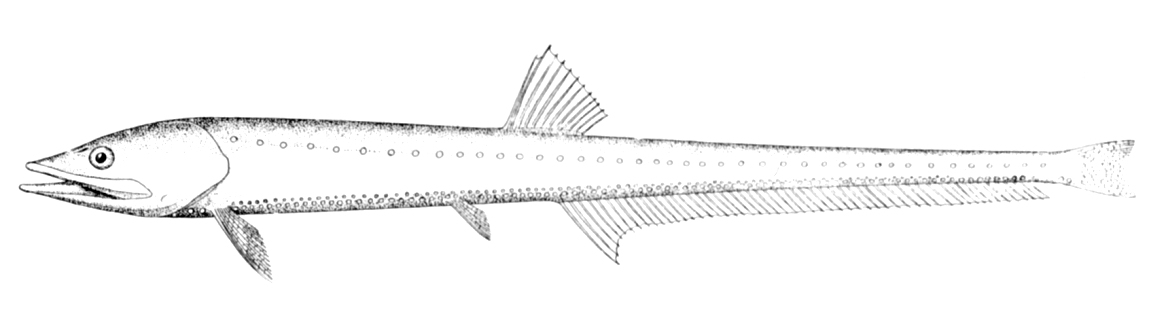
Diplophos taenia
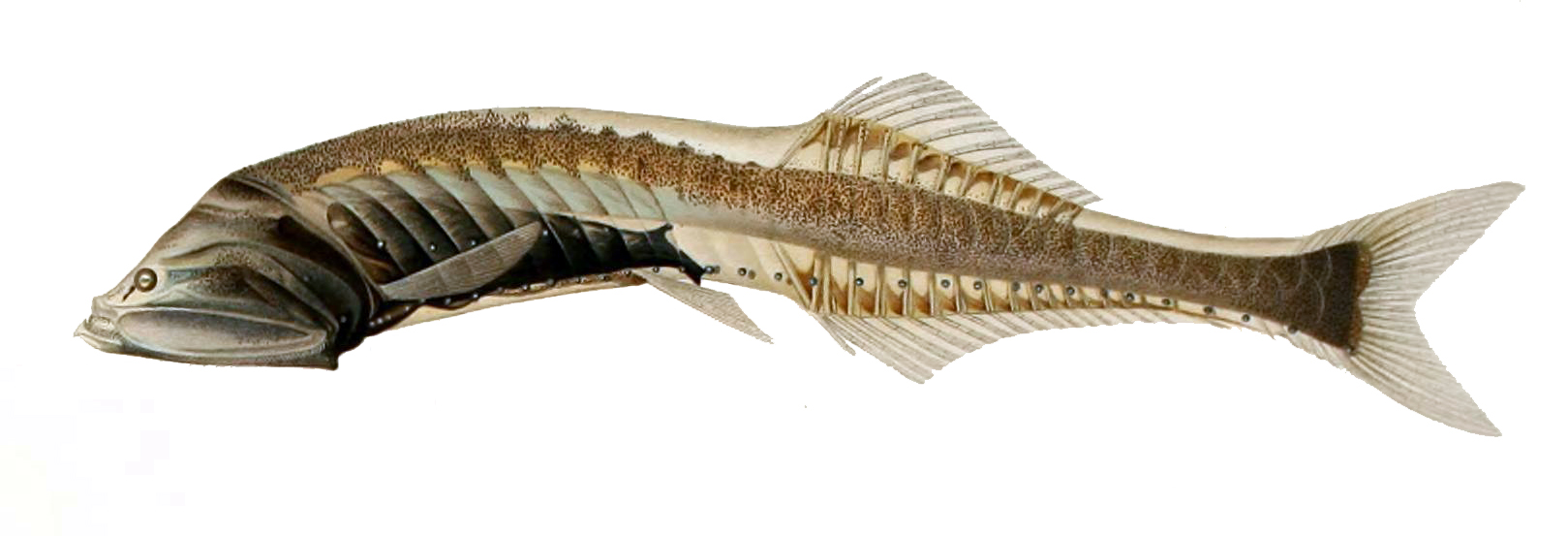
Cyclothone microdon